# جيفري فورتيس
جيفري فورتيس (بالهولندية: Jeffrey Fortes)‏ (مواليد 22 مارس 1989 في روتردام، هولندا) هو لاعب كرة قدم يحمل جنسيتي هولندا والرأس الأخضر. يلعب حاليًا لصالح نادي دي غرافشاب الهولندي.

## مسيرته الكروية
لعب جيفري فورتيس خلال مسيرته الاحترافية مع 4 أندية في ثلاثة عشر موسمًا وسجل خلالها 23 هدفًا ضمن 227 مباراة. ولم يفز بأي موسم بالكأس أو بالدوري.
خاض جيفري فورتيس مسيرته مع نادي دوردريخت في موسم 2008–09 في المرة الأولى لمدة موسم واحد ثم في موسم 2012–13 ليلعب معه أربعة مواسم، مشاركًا طوالها في 121 مباراة سجل خلالها 12 هدفًا. ثم انتقل إلى نادي دين بوستش في موسم 2009–10 واستمر معه طيلة ثلاثة مواسم، حيث لم يشارك في أي مباراة ولم يسجل أي هدف. لينتقل بعدها إلى نادي إكسلسيور في موسم 2016–17 ليلعب معه أربعة مواسم، مشاركًا في 100 مباراة سجل خلالها 11 هدفًا. ثم انتقل إلى نادي سبارتا روتردام في موسم 2019–20 لمدة موسم واحد، مشاركًا في 6 مباريات ولم يسجل أي هدف.

## روابط خارجية
- جيفري فورتيس على موقع قاعدة بيانات كرة القدم.إي يو (الإنجليزية)
- جيفري فورتيس على موقع ناشيونال فوتبول تيمز (الإنجليزية)
- جيفري فورتيس على موقع Soccerway.com (الإنجليزية)
- جيفري فورتيس على موقع عالم كرة القدم.نت (الإنجليزية)
- جيفري فورتيس على موقع كووورة

- صفحة اللاعب على سوكر ويكي
- صفحة اللاعب على سوكر واي